# Ринецкий, Мойше
Мойше Ринецкий (1881—1943) — польский художник еврейского происхождения. Родился в городе Мендзыжец-Подляски (Польша) в религиозной семье. Один из пяти выживших детей в семье. Из восемнадцати братьев и сестер тринадцать умерли от разных болезней.

## Жизнь
Ринецкий начал рисовать в раннем возрасте. По семейным традициям, он рисовал мелом, а иногда использовал краску, чтобы рисовать фигуры на полу и стенах своего дома. Из мемуаров сына Джорджа, "не раз он был наказан за нарушение заповеди «Не сотвори себе кумира». Однажды он объяснил жажду рисовать своему сыну: «Бог дал мне талант, поэтому я не вижу противоречий или греха в своей склонности к рисованию. Я просто должен делать это. Если бы он не хотел, чтобы я рисовал, я бы не имел такого огромного стремления и желания запечатлеть на бумаге или холсте то, что я вижу. Я просто писатель, но вместо слов, я оставляю свои сообщения на картинах. Я не чувствую, что нарушаю библейские заветы».
Ринецкий не получил углубленного художественного образования. Хотя он, наверное, предпочел бы пойти в художественную школу, но сначала должен был окончить свое еврейское образование в ешиве. После завершения обучения, он пошел в русскую среднюю школу, которая является необходимым условием для принятия в Варшавскую академию искусств, где он учился в течение краткого периода с 1906 по 1907 года.
В 17 лет, Ринецкий встретил Перл Миттельсбах. Они поженились. И в то время, как он продолжил обучение в Варшавской академии, Перл открыла небольшой магазин, приносивший семье доход. Там продавались письменные принадлежности, книги, картины и товары для художников. Примерно в то же время, Перл родила дочь. А через полтора года родился сын Георгий.
После завершения обучения, Ринецкий продолжал рисовать то, что он знал лучше всего: общество, в котором он жил. В таких картинах, как «Шахматисты» и «Вышивающая женщина» он запечатлел людей, занятых повседневной деятельностью, а в «Симхат Тора», «Интерьер Синагоги» и «В изучении», описываются места, события и проблемы еврейской общины. Хотя некоторые из его картин были показаны в местных галереях и получили хорошие отзывы, его сын Джордж утверждает, «он не был успешен в продаже своих работ».
В начале Второй мировой войны Ринецкий был вынужден находиться в Варшавском гетто. Он продолжал рисовать, хотя почти не имел принадлежностей и материалов. Только три картины из этого периода пережили Холокост: «В укрытии», «Принудительный труд» и «Беженцы».
В начале 1943 года, Мойша был депортирован в Майданек. Там он умер в концлагере.